# Papier volant
Papier volant (ou Paper Airplane Chase) est un jeu vidéo développé et édité par Nintendo, sorti en 2009 à la sortie de la Nintendo DSi. Il coûte 200 Nintendo Points sur la boutique Nintendo DSi (ou 2 € sur le Nintendo eShop). Le jeu est à l'origine un mini-jeu nommé Paper Plane, jouable dans WarioWare: Minigame Mania. Dans le jeu, il faut faire la course contre ses amis et donc arriver le premier à la ligne d'arrivée.

## Système de jeu

### Modes de jeu
Le but du jeu est de contrôler un avion de papier qui tombe du ciel, en évitant les différents obstacles qui lui barre la route.
- Défi : Permet de jouer en mode solo. Les obstacles sont placés aléatoirement au fil du jeu.
- Chrono : Permet de jouer 8 stages prédéfinis en mode solo.
- Duel : Permet de jouer aux 8 mêmes stages que dans Chrono, à 2 joueurs sur la même console.

## Équipe de développement
- Programmeurs : Ken Kato, Ryusuke Niitani
- Design : Kyohei Seki
- Directeur : Hiroshi Momose
- Conception du jeu : Kazuyoshi Osawa
- Localisation Européenne : Gregory Golinski, Sylvain Gsell
- Coordination de localisation : William Romick
- Gestion de projet : Kimiko Nakamichi
- Producteur : Teruki Murakawa
- Producteur exécutif : Satoru Iwata